# Parlagföld
A parlag a művelésből kivont, felhagyott terület volt a növénytermesztés korai szakaszában.
Egy-egy helyen addig vetettek, amíg a termőtalaj ki nem merült. Utána odébb költöztek, és új területet műveltek meg. Az így felhagyott földek (a parlagok) általában 25–30 év alatt nyerték vissza termékenységüket: ennyi idő kellett a megfelelő talajszerkezet kialakulásához és a gyomok kipusztulásához. A termőképesség helyreállításának ez a módszere elsősorban a gyepes területeken volt hatékony. A kutatók megállapították, hogy a talajt nem annyira a pihentetés, inkább a megfelelő növényzet megtelepedése regenerálja. Ezt a folyamatot az alábbi szakaszokra bontották:
- gyomos stádium,
- tarackos stádium,
- lazán bokrosodó füves stádium,
- sűrűn bokrosodó füves stádium.

A lazán bokrosodó füves stádium végére a talaj szerkezete helyreáll, majd termékenysége a sűrűn bokrosodó füves stádiumban a szűzföldekéhez válik hasonlóvá.
Ahogy a növekvő népesség egyre nagyobb földterület művelését tette szükségessé, a szabadon feltörhető földek pedig elfogytak, a parlagoltatás ideje fokozatosan csökkent, és ezzel párhuzamosan a pihentetett föld termőre fordulását különböző módszerekkel (legeltetés stb.) serkentették. A rövid parlagot fokozatosan az ugar váltotta fel; kialakult az európai feudalizmusra jellemző nyomásos gazdálkodás.